# 弗拉姆山脈
弗拉姆山脈（英語：Framnes Mountains）是南極洲的山脈，位於麥克羅伯特森地，其中包括凱西山脈、馬遜山脈、大衛山脈和布朗山脈，該山脈在1931年2月被探險隊發現。

## 外部連結
- A crystallographic study of the perennially frozen ice surface of Patterned Lake, Framnes Mountains, East Antarctica By J.L.E. Chambers,E.J.L. Wilson[]

67°50′S 62°35′E / 67.833°S 62.583°E